# Caulolatilus
Caulolatilus is een geslacht van straalvinnige vissen uit de familie van tegelvissen (Malacanthidae). Het geslacht is voor het eerst wetenschappelijk beschreven in 1862 door Gill.

## Soorten
- Caulolatilus affinis Gill, 1865
- Caulolatilus bermudensis Dooley, 1981
- Caulolatilus chrysops (Valenciennes, 1833)
- Caulolatilus cyanops Poey, 1866
- Caulolatilus dooleyi Berry, 1978.
- Caulolatilus guppyi Beebe & Tee-Van, 1937
- Caulolatilus hubbsi Dooley, 1978
- Caulolatilus intermedius Howell Rivero, 1936
- Caulolatilus microps Goode & Bean, 1878
- Caulolatilus princeps (Jenyns, 1840)
- Caulolatilus williamsi Dooley & Berry, 1977